# Zoran Planinić
Zoran Planinić (12 de septiembre de 1982, en Mostar, Bosnia Herzegovina) es un exjugador de baloncesto croata cuyo último equipo fue el Anadolu Efes S.K. de la Türkiye Basketbol Ligi.
Planinic jugó en la Cibona Zagreb en 2001 y 2002 y fue nombrado MVP de la temporada en su primer año. Formó parte del combinado sub-22 de Croacia que se llevó la medalla de plata en el Mundial de 2002.
Los New Jersey Nets le seleccionaron en la posición 22 del draft de la NBA de 2003. Entre 2006 y 2008 jugó en el Baskonia de la ACB. El 25 de junio de 2008 firmó un contrato por dos temporadas con el CSKA Moscú. Tras dos años en el CSKA Moscú, fichó por el Khimki BC, donde encontró su mejor nivel.
El 27 de julio de 2013 firmó un contrato de dos años con el CSKA de Moscú. En enero de 2014, anotó una canasta ganadora desde larga distancia en el último segundo del partido para ganar al Olimpia Milano. En su primera temporada con el equipo, promedió 8.4 puntos y 3.7 asistencias en 23 partidos en la Euroliga. En verano de 2014, Dusan Ivkovic fue nombrado entrenador del Anadolu Efes y Planinic perdió su sitio en el equipo. A pesar de ello, tenía firmada otra temporada más. 

## Palmarés
- MVP de la Liga croata (2001).
- Campeón de la Supercopa ACB (2006) y (2007).
- Campeón de la ACB (2008).
- Liga de Rusia: 3

CSKA Moscú: 2008, 2010
Khimki: 2011
- MVP de la Eurocup 2012.
- Campeón de la Eurocup 2012.